# Recordes mundiais juniores do halterofilismo

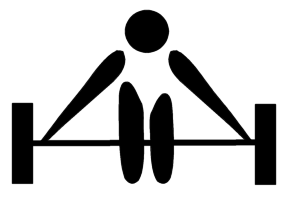
Pictograma.

Esta página reúne os recordes mundiais do halterofilismo (ou levantamento de peso olímpico) para a classe de idade júnior (levantadores olímpicos entre 17 e 20 anos de idade).
Os recordes para halterofilistas juniores são registrados desde 1962. E os recordes dos juniores, assim como os recordes dos seniores, não se desenvolveram continuamente. Por causa de várias alterações das classes de peso, recordes mundiais anteriores já não são reconhecidos. A Federação Internacional de Halterofilismo (FIH) modificou as classes de peso mais recentemente em 2025. Ver também: halterofilismo#Desenvolvimento das classes de peso.
Aqui são listados os recordes dos juniores. Para os recordes absolutos, dos seniores, veja: recordes mundiais do halterofilismo; para dos juvenis, veja: recordes mundiais juvenis do halterofilismo.

## Recordes masculinos
A Federação Internacional de Halterofilismo divulgou os novos padrões mundiais em 26 de junho 2025, com marcas baseadas nas categorias anteriores.
| Evento  | Evento    | Peso   | Nome           | País | Data       | Lugar | Ref. |
| ------- | --------- | ------ | -------------- | ---- | ---------- | ----- | ---- |
| –60 kg  | Arranco   | 131 kg | Padrão mundial |      | 01.06.2025 |       |      |
| –60 kg  | Arremesso | 163 kg | Padrão mundial |      | 01.06.2025 |       |      |
| –60 kg  | Total     | 290 kg | Padrão mundial |      | 01.06.2025 |       |      |
|         |           |        |                |      |            |       |      |
| –65 kg  | Arranco   | 139 kg | Padrão mundial |      | 01.06.2025 |       |      |
| –65 kg  | Arremesso | 173 kg | Padrão mundial |      | 01.06.2025 |       |      |
| –65 kg  | Total     | 308 kg | Padrão mundial |      | 01.06.2025 |       |      |
|         |           |        |                |      |            |       |      |
| –71 kg  | Arranco   | 148 kg | Padrão mundial |      | 01.06.2025 |       |      |
| –71 kg  | Arremesso | 184 kg | Padrão mundial |      | 01.06.2025 |       |      |
| –71 kg  | Total     | 328 kg | Padrão mundial |      | 01.06.2025 |       |      |
|         |           |        |                |      |            |       |      |
| –79 kg  | Arranco   | 160 kg | Padrão mundial |      | 01.06.2025 |       |      |
| –79 kg  | Arremesso | 196 kg | Padrão mundial |      | 01.06.2025 |       |      |
| –79 kg  | Total     | 351 kg | Padrão mundial |      | 01.06.2025 |       |      |
|         |           |        |                |      |            |       |      |
| –88 kg  | Arranco   | 171 kg | Padrão mundial |      | 01.06.2025 |       |      |
| –88 kg  | Arremesso | 209 kg | Padrão mundial |      | 01.06.2025 |       |      |
| –88 kg  | Total     | 374 kg | Padrão mundial |      | 01.06.2025 |       |      |
|         |           |        |                |      |            |       |      |
| –94 kg  | Arranco   | 177 kg | Padrão mundial |      | 01.06.2025 |       |      |
| –94 kg  | Arremesso | 216 kg | Padrão mundial |      | 01.06.2025 |       |      |
| –94 kg  | Total     | 387 kg | Padrão mundial |      | 01.06.2025 |       |      |
|         |           |        |                |      |            |       |      |
| –110 kg | Arranco   | 189 kg | Padrão mundial |      | 01.06.2025 |       |      |
| –110 kg | Arremesso | 229 kg | Padrão mundial |      | 01.06.2025 |       |      |
| –110 kg | Total     | 414 kg | Padrão mundial |      | 01.06.2025 |       |      |
|         |           |        |                |      |            |       |      |
| +110 kg | Arranco   | 197 kg | Padrão mundial |      | 01.06.2025 |       |      |
| +110 kg | Arremesso | 235 kg | Padrão mundial |      | 01.06.2025 |       |      |
| +110 kg | Total     | 431 kg | Padrão mundial |      | 01.06.2025 |       |      |

## Recordes femininos
| Evento  | Evento    | Peso   | Nome           | País | Data       | Lugar | Ref. |
| ------- | --------- | ------ | -------------- | ---- | ---------- | ----- | ---- |
| –48 kg  | Arranco   | 087 kg | Padrão mundial |      | 01.06.2025 |       |      |
| –48 kg  | Arremesso | 114 kg | Padrão mundial |      | 01.06.2025 |       |      |
| –48 kg  | Total     | 201 kg | Padrão mundial |      | 01.06.2025 |       |      |
|         |           |        |                |      |            |       |      |
| –53 kg  | Arranco   | 093 kg | Padrão mundial |      | 01.06.2025 |       |      |
| –53 kg  | Arremesso | 120 kg | Padrão mundial |      | 01.06.2025 |       |      |
| –53 kg  | Total     | 212 kg | Padrão mundial |      | 01.06.2025 |       |      |
|         |           |        |                |      |            |       |      |
| –58 kg  | Arranco   | 098 kg | Padrão mundial |      | 01.06.2025 |       |      |
| –58 kg  | Arremesso | 125 kg | Padrão mundial |      | 01.06.2025 |       |      |
| –58 kg  | Total     | 222 kg | Padrão mundial |      | 01.06.2025 |       |      |
|         |           |        |                |      |            |       |      |
| –63 kg  | Arranco   | 103 kg | Padrão mundial |      | 01.06.2025 |       |      |
| –63 kg  | Arremesso | 131 kg | Padrão mundial |      | 01.06.2025 |       |      |
| –63 kg  | Total     | 232 kg | Padrão mundial |      | 01.06.2025 |       |      |
|         |           |        |                |      |            |       |      |
| –69 kg  | Arranco   | 109 kg | Padrão mundial |      | 01.06.2025 |       |      |
| –69 kg  | Arremesso | 137 kg | Padrão mundial |      | 01.06.2025 |       |      |
| –69 kg  | Total     | 243 kg | Padrão mundial |      | 01.06.2025 |       |      |
|         |           |        |                |      |            |       |      |
| –77 kg  | Arranco   | 116 kg | Padrão mundial |      | 01.06.2025 |       |      |
| –77 kg  | Arremesso | 144 kg | Padrão mundial |      | 01.06.2025 |       |      |
| –77 kg  | Total     | 257 kg | Padrão mundial |      | 01.06.2025 |       |      |
|         |           |        |                |      |            |       |      |
| –86 kg  | Arranco   | 123 kg | Padrão mundial |      | 01.06.2025 |       |      |
| –86 kg  | Arremesso | 152 kg | Padrão mundial |      | 01.06.2025 |       |      |
| –86 kg  | Total     | 271 kg | Padrão mundial |      | 01.06.2025 |       |      |
|         |           |        |                |      |            |       |      |
| +86 kg0 | Arranco   | 143 kg | Padrão mundial |      | 01.06.2025 |       |      |
| +86 kg0 | Arremesso | 180 kg | Padrão mundial |      | 01.06.2025 |       |      |
| +86 kg0 | Total     | 320 kg | Padrão mundial |      | 01.06.2025 |       |      |

## Recordes históricos
Nota: as marcas no total eram padronizadas para intervalos de 2,5 kg, mesmo que se fossem definidos recordes mundiais no arranque e no arremesso de 0,5 kg superiores ao anterior; a partir de maio de 2005 os pesos foram padronizados para intervalos de 1 kg, arredondando os então recordes existentes.

### Masculinos (2018–2025)
Recordes até 31 de maio de 2025.
| Evento  | Evento    | Peso   | Nome                 | País            | Data       | Lugar                    | Ref.          |
| ------- | --------- | ------ | -------------------- | --------------- | ---------- | ------------------------ | ------------- |
| –55 kg  | Arranco   | 123 kg | Kotaro Tomari        | Japão           | 30.04.2025 | Lima, Peru               | [ 10 ]        |
| –55 kg  | Arremesso | 148 kg | Theerapong Silachai  | Tailândia       | 06.12.2022 | Bogotá, Colômbia         | [ 11 ]        |
| –55 kg  | Total     | 266 kg | Kotaro Tomari        | Japão           | 30.04.2025 | Lima, Peru               | [ 10 ]        |
|         |           |        |                      |                 |            |                          |               |
| –61 kg  | Arranco   | 136 kg | Adkhamjon Ergashev   | Uzbequistão     | 03.11.2018 | Asgabate, Turquemenistão | [ 12 ]        |
| –61 kg  | Arremesso | 176 kg | Hampton Morris       | Estados Unidos  | 02.04.2024 | Phuket, Tailândia        | [ 13 ]        |
| –61 kg  | Total     | 307 kg | Pak Myong-jin        | Coreia do Norte | 01.10.2023 | Hangzhou, China          | [ 14 ]        |
|         |           |        |                      |                 |            |                          |               |
| –67 kg  | Arranco   | 148 kg | Kaan Kahriman        | Turquia         | 08.12.2024 | Manama, Barém            | [ 15 ]        |
| –67 kg  | Arremesso | 182 kg | Adkhamjon Ergashev   | Uzbequistão     | 20.09.2019 | Pattaya, Tailândia       | [ 16 ]        |
| –67 kg  | Total     | 328 kg | Adkhamjon Ergashev   | Uzbequistão     | 20.09.2019 | Pattaya, Tailândia       | [ 16 ]        |
|         |           |        |                      |                 |            |                          |               |
| –73 kg  | Arranco   | 157 kg | Rizki Juniansyah     | Indonésia       | 21.07.2022 | Tasquente, Usbequistão   | [ 17 ]        |
| –73 kg  | Arremesso | 198 kg | Weeraphon Wichuma    | Tailândia       | 08.08.2024 | Paris, França            | [ 18 ]        |
| –73 kg  | Total     | 351 kg | Weeraphon Wichuma    | Tailândia       | 03.10.2023 | Hangzhou, China          | [ 19 ]        |
|         |           |        |                      |                 |            |                          |               |
| –81 kg  | Arranco   | 168 kg | Li Dayin             | China           | 05.11.2018 | Asgabate, Turquemenistão | [ 12 ]        |
| –81 kg  | Arremesso | 208 kg | Karlos Nassar        | Bulgária        | 12.12.2021 | Tasquente, Usbequistão   | [ 20 ]        |
| –81 kg  | Total     | 374 kg | Karlos Nassar        | Bulgária        | 12.12.2021 | Tasquente, Usbequistão   | [ 20 ]        |
|         |           |        |                      |                 |            |                          |               |
| –89 kg  | Arranco   | 183 kg | Karlos Nassar        | Bulgária        | 11.12.2024 | Manama, Barém            | [ 21 ]        |
| –89 kg  | Arremesso | 224 kg | Karlos Nassar        | Bulgária        | 09.08.2024 | Paris, França            | [ 22 ]        |
| –89 kg  | Total     | 405 kg | Karlos Nassar        | Bulgária        | 11.12.2024 | Manama, Barém            | [ 21 ]        |
|         |           |        |                      |                 |            |                          |               |
| –96 kg  | Arranco   | 180 kg | Yauheni Tsikhantsou  | Bielorrússia    | 07.11.2018 | Asgabate, Turquemenistão | [ 12 ]        |
| –96 kg  | Arremesso | 225 kg | Faris Ibrahim        | Catar           | 21.12.2018 | Doha, Catar              | [ 23 ]        |
| –96 kg  | Total     | 397 kg | Faris Ibrahim        | Catar           | 21.12.2018 | Doha, Catar              | [ 23 ] [ 24 ] |
|         |           |        |                      |                 |            |                          |               |
| –102 kg | Arranco   | 183 kg | Garik Karapetian     | Armênia         | 14.09.2023 | Riade, Arábia Saudita    | [ 25 ] [ 26 ] |
| –102 kg | Arremesso | 220 kg | Matheus Pessanha     | Brasil          | 04.05.2025 | Lima, Peru               | [ 27 ] [ 28 ] |
| –102 kg | Total     | 396 kg | Şahzadbek Matýakubow | Turquemenistão  | 24.12.2024 | Doha, Catar              | [ 29 ]        |
|         |           |        |                      |                 |            |                          |               |
| –109 kg | Arranco   | 195 kg | Bohdan Hoza          | Ucrânia         | 09.05.2022 | Heraclião, Grécia        | [ 30 ]        |
| –109 kg | Arremesso | 229 kg | Akbar Djuraev        | Uzbequistão     | 26.09.2019 | Pattaya, Tailândia       | [ 16 ]        |
| –109 kg | Total     | 417 kg | Akbar Djuraev        | Uzbequistão     | 26.09.2019 | Pattaya, Tailândia       | [ 16 ]        |
|         |           |        |                      |                 |            |                          |               |
| +109 kg | Arranco   | 204 kg | Ali Rubaiawi         | Iraque          | 15.12.2024 | Manama, Barém            | [ 31 ]        |
| +109 kg | Arremesso | 247 kg | Ali Rubaiawi         | Iraque          | 15.12.2024 | Manama, Barém            | [ 31 ]        |
| +109 kg | Total     | 451 kg | Ali Rubaiawi         | Iraque          | 15.12.2024 | Manama, Barém            | [ 31 ]        |

### Masculinos (1998–2018)
Recordes até 31 de outubro de 2018.
| Evento  | Evento    | Peso   | Nome                   | País         | Data       | Lugar                      | Ref.   |
| ------- | --------- | ------ | ---------------------- | ------------ | ---------- | -------------------------- | ------ |
| –56 kg  | Arranco   | 135 kg | Thạch Kim Tuấn         | Vietname     | 08.11.2014 | Almati, Casaquistão        |        |
| –56 kg  | Arremesso | 165 kg | Wu Wenxiong            | China        | 20.05.2001 | Osaka, Japão               |        |
| –56 kg  | Total     | 296 kg | Thạch Kim Tuấn         | Vietname     | 08.11.2014 | Almati, Casaquistão        |        |
|         |           |        |                        |              |            |                            |        |
| –62 kg  | Arranco   | 152 kg | Shi Zhiyong            | China        | 03.05.2000 | Osaka, Japão               | [ 33 ] |
| –62 kg  | Arremesso | 177 kg | Yang Fan               | China        | 22.04.2007 | Tai'an, China              |        |
| –62 kg  | Total     | 322 kg | Shi Zhiyong            | China        | 03.05.2000 | Osaka, Japão               | [ 33 ] |
|         |           |        |                        |              |            |                            |        |
| –69 kg  | Arranco   | 158 kg | Tigran G. Martirossian | Armênia      | 17.04.2008 | Lignano Sabbiadoro, Itália |        |
| –69 kg  | Arremesso | 190 kg | Liao Hui               | China        | 28.11.2007 | Apia, Samoa                |        |
| –69 kg  | Total     | 346 kg | Tigran G. Martirossian | Armênia      | 17.04.2008 | Lignano Sabbiadoro, Itália |        |
|         |           |        |                        |              |            |                            |        |
| –77 kg  | Arranco   | 172 kg | Taner Sağır            | Turquia      | 19.08.2004 | Atenas, Grécia             |        |
| –77 kg  | Arremesso | 202 kg | Taner Sağır            | Turquia      | 19.08.2004 | Atenas, Grécia             |        |
| –77 kg  | Total     | 375 kg | Taner Sağır            | Turquia      | 19.08.2004 | Atenas, Grécia             |        |
|         |           |        |                        |              |            |                            |        |
| –85 kg  | Arranco   | 182 kg | Andrei Ribakov         | Bielorrússia | 02.06.2002 | Havířov, Bielorrússia      |        |
| –85 kg  | Arremesso | 218 kg | Tian Tao               | China        | 24.09.2014 | Incheon, Coreia do Sul     | [ 34 ] |
| –85 kg  | Total     | 386 kg | Ilia Ilin              | Cazaquistão  | 14.11.2005 | Doha, Catar                |        |
|         |           |        |                        |              |            |                            |        |
| –94 kg  | Arranco   | 185 kg | Khadjimurad Akkaiev    | Rússia       | 29.05.2004 | Minsk, Bielorrússia        |        |
| –94 kg  | Arremesso | 232 kg | Szymon Kołecki         | Polónia      | 29.04.2000 | Sófia, Bulgária            | [ 35 ] |
| –94 kg  | Total     | 412 kg | Szymon Kołecki         | Polónia      | 29.04.2000 | Sófia, Bulgária            | [ 35 ] |
|         |           |        |                        |              |            |                            |        |
| –105 kg | Arranco   | 200 kg | Andrei Aramnov         | Bielorrússia | 18.08.2008 | Pequim, China              |        |
| –105 kg | Arremesso | 236 kg | Andrei Aramnov         | Bielorrússia | 18.08.2008 | Pequim, China              |        |
| –105 kg | Total     | 436 kg | Andrei Aramnov         | Bielorrússia | 18.08.2008 | Pequim, China              |        |
|         |           |        |                        |              |            |                            |        |
| +105 kg | Arranco   | 206 kg | Saeid Alihosseini      | Irão         | 08.12.2008 | Jeonju, Coreia do Sul      |        |
| +105 kg | Arremesso | 245 kg | Saeid Alihosseini      | Irão         | 08.12.2008 | Jeonju, Coreia do Sul      |        |
| +105 kg | Total     | 451 kg | Saeid Alihosseini      | Irão         | 08.12.2008 | Jeonju, Coreia do Sul      |        |

### Masculinos (1993–1997)
Recordes até 31 de dezembro de 1997.
| Evento  | Evento    | Peso     | Nome                    | País     | Data       | Lugar                         | Ref.   |
| ------- | --------- | -------- | ----------------------- | -------- | ---------- | ----------------------------- | ------ |
| –54 kg  | Arranco   | 125,0 kg | Sevdalin Mintchev       | Bulgária | 04.05.1994 | Sokolov, República Checa      |        |
| –54 kg  | Arremesso | 153,0 kg | Lan Shizhang            | China    | 26.07.1994 | Jacarta, Indonésia            |        |
| –54 kg  | Total     | 275,0 kg | Padrão mundial          |          | 11.11.1993 |                               |        |
|         |           |          |                         |          |            |                               |        |
| –59 kg  | Arranco   | 133,0 kg | Shi Zhiyong             | China    | 21.11.1996 | Seul, Coreia do Sul           |        |
| –59 kg  | Arremesso | 167,5 kg | Li Chuanghuan           | China    | 18.05.1995 | Cantão, China                 |        |
| –59 kg  | Total     | 295,0 kg | Liao Weixiao            | China    | 07.05.1996 | Varsóvia, Polônia             |        |
|         |           |          |                         |          |            |                               |        |
| –64 kg  | Arranco   | 145,0 kg | Wang Guohua             | China    | 19.11.1995 | Cantão, China                 |        |
| –64 kg  | Arremesso | 175,0 kg | Idalberto Aranda        | Cuba     | 13.03.1995 | Mar del Plata, Argentina      |        |
| –64 kg  | Total     | 315,0 kg | Peng Song               | China    | 19.11.1995 | Cantão, China                 |        |
|         |           |          |                         |          |            |                               |        |
| –70 kg  | Arranco   | 147,5 kg | Padrão mundial          |          | 11.11.1993 |                               |        |
| –70 kg  | Arremesso | 190,0 kg | Idalberto Aranda        | Cuba     | 12.09.1995 | Sancti Spíritus, Cuba         |        |
| –70 kg  | Total     | 330,0 kg | Zhan Xugang             | China    | 07.10.1994 | Hiroshima, Japão              | [ 38 ] |
|         |           |          |                         |          |            |                               |        |
| –76 kg  | Arranco   | 155,5 kg | Wang Hongyu             | China    | 01.06.1997 | Cidade do Cabo, África do Sul |        |
| –76 kg  | Arremesso | 200,0 kg | Padrão mundial          |          | 11.11.1993 |                               |        |
| –76 kg  | Total     | 350,0 kg | Padrão mundial          |          | 11.11.1993 |                               |        |
|         |           |          |                         |          |            |                               |        |
| –83 kg  | Arranco   | 162,5 kg | Guiorgui Assanidze      | Geórgia  | 13.06.1995 | Bersebá, Israel               |        |
| –83 kg  | Arremesso | 197,5 kg | Svetoslav Nikolov       | Bulgária | 13.06.1995 | Bersebá, Israel               |        |
| –83 kg  | Total     | 352,5 kg | Svetoslav Nikolov       | Bulgária | 13.06.1995 | Bersebá, Israel               |        |
|         |           |          |                         |          |            |                               |        |
| –91 kg  | Arranco   | 186,0 kg | Aleksei Petrov          | Rússia   | 24.11.1994 | Istambul, Turquia             | [ 37 ] |
| –91 kg  | Arremesso | 228,0 kg | Aleksei Petrov          | Rússia   | 24.11.1994 | Istambul, Turquia             | [ 37 ] |
| –91 kg  | Total     | 412,5 kg | Aleksei Petrov          | Rússia   | 07.05.1994 | Sokolov, República Checa      |        |
|         |           |          |                         |          |            |                               |        |
| –99 kg  | Arranco   | 180,0 kg | Ievgueni Chichliannikov | Rússia   | 29.06.1994 | Jacarta, Indonésia            |        |
| –99 kg  | Arremesso | 217,5 kg | Mario Kalinke           | Alemanha | 25.11.1994 | Istambul, Turquia             |        |
| –99 kg  | Total     | 395,0 kg | Denis Gotfrid           | Ucrânia  | 06.05.1995 | Varsóvia, Polônia             |        |
|         |           |          |                         |          |            |                               |        |
| –108 kg | Arranco   | 185,0 kg | Serguei Lokiantchikov   | Ucrânia  | 26.11.1994 | Istambul, Turquia             |        |
| –108 kg | Arremesso | 220,0 kg | Ara Vardanyan           | Armênia  | 08.10.1994 | Roma, Itália                  |        |
| –108 kg | Total     | 400,0 kg | Serguei Lokiantchikov   | Ucrânia  | 26.11.1994 | Istambul, Turquia             |        |
|         |           |          |                         |          |            |                               |        |
| +108 kg | Arranco   | 178,0 kg | Petr Sobotka            | Chéquia  | 15.06.1995 | Bersebá, Israel               |        |
| +108 kg | Arremesso | 218,0 kg | Pavel Pavlov            | Bulgária | 07.05.1995 | Varsóvia, Polônia             |        |
| +108 kg | Total     | 395,0 kg | Achot Danielian         | Armênia  | 27.11.1994 | Istambul, Turquia             |        |

### Masculinos (até 1992)
Recordes até 31 de dezembro de 1992.
| Evento   | Evento    | Peso     | Nome                | País            | Data       | Lugar                           | Ref.   |
| -------- | --------- | -------- | ------------------- | --------------- | ---------- | ------------------------------- | ------ |
| –52 kg   | Arranco   | 120,0 kg | Sevdalin Marinov    | Bulgária        | 18.09.1988 | Seul, Coreia do Sul             |        |
| –52 kg   | Arremesso | 155,5 kg | Ivan Ivanov         | Bulgária        | 27.09.1991 | Donaueschingen, Alemanha        |        |
| –52 kg   | Total     | 272,5 kg | Ivan Ivanov         | Bulgária        | 16.09.1989 | Atenas, Grécia                  |        |
|          |           |          |                     |                 |            |                                 |        |
| –56 kg   | Arranco   | 132,5 kg | Naim Suleimanov     | Bulgária        | 12.09.1984 | Varna, Bulgária                 | [ 40 ] |
| –56 kg   | Arremesso | 170,5 kg | Naim Suleimanov     | Bulgária        | 12.09.1984 | Varna, Bulgária                 | [ 40 ] |
| –56 kg   | Total     | 300,0 kg | Naim Suleimanov     | Bulgária        | 11.05.1984 | Varna, Bulgária                 | [ 40 ] |
|          |           |          |                     |                 |            |                                 |        |
| –60 kg   | Arranco   | 148,0 kg | Naum Shalamanov     | Bulgária        | 07.12.1986 | Melbourne, Austrália            |        |
| –60 kg   | Arremesso | 188,0 kg | Naum Shalamanov     | Bulgária        | 09.11.1986 | Sófia, Bulgária                 |        |
| –60 kg   | Total     | 335,0 kg | Naum Shalamanov     | Bulgária        | 09.11.1986 | Sófia, Bulgária                 |        |
|          |           |          |                     |                 |            |                                 |        |
| –67,5 kg | Arranco   | 158,5 kg | Israel Militossian  | União Soviética | 24.05.1988 | Atenas, Grécia                  |        |
| –67,5 kg | Arremesso | 200,0 kg | Aleksandar Varbanov | Bulgária        | 13.09.1984 | Varna, Bulgária                 | [ 40 ] |
| –67,5 kg | Total     | 342,5 kg | Israel Militossian  | União Soviética | 24.05.1988 | Atenas, Grécia                  |        |
|          |           |          |                     |                 |            |                                 |        |
| –75 kg   | Arranco   | 170,0 kg | Angel Genchev       | Bulgária        | 11.12.1987 | Miskolc, Hungria                |        |
| –75 kg   | Arremesso | 211,0 kg | Zdravko Stoitchkov  | Bulgária        | 14.09.1984 | Varna, Bulgária                 | [ 40 ] |
| –75 kg   | Total     | 377,5 kg | Zdravko Stoitchkov  | Bulgária        | 14.09.1984 | Varna, Bulgária                 | [ 40 ] |
|          |           |          |                     |                 |            |                                 |        |
| –82,5 kg | Arranco   | 179,0 kg | Israil Arsamakov    | União Soviética | 13.08.1982 | Dnipropetrovsk, União Soviética |        |
| –82,5 kg | Arremesso | 215,0 kg | Israil Arsamakov    | União Soviética | 13.08.1982 | São Paulo, Brasil               |        |
| –82,5 kg | Total     | 385,0 kg | Israil Arsamakov    | União Soviética | 13.08.1982 | São Paulo, Brasil               |        |
|          |           |          |                     |                 |            |                                 |        |
| –90 kg   | Arranco   | 183,5 kg | Iúri Zakharevitch   | União Soviética | 20.06.1981 | Lignano Sabbiadoro, Itália      |        |
| –90 kg   | Arremesso | 225,0 kg | Kakhi Kakhiashvili  | União Soviética | 27.05.1989 | Fort Lauderdale, Estados Unidos |        |
| –90 kg   | Total     | 405,0 kg | Iúri Zakharevitch   | União Soviética | 20.06.1981 | Lignano Sabbiadoro, Itália      |        |
|          |           |          |                     |                 |            |                                 |        |
| –100 kg  | Arranco   | 200,0 kg | Iúri Zakharevitch   | União Soviética | 04.03.1983 | Odessa, União Soviética         | [ 41 ] |
| –100 kg  | Arremesso | 240,0 kg | Iúri Zakharevitch   | União Soviética | 04.03.1983 | Odessa, União Soviética         |        |
| –100 kg  | Total     | 440,0 kg | Iúri Zakharevitch   | União Soviética | 04.03.1983 | Odessa, União Soviética         |        |
|          |           |          |                     |                 |            |                                 |        |
| –110 kg  | Arranco   | 205,0 kg | Ronny Weller        | Alemanha        | 29.05.1989 | Fort Lauderdale, Estados Unidos |        |
| –110 kg  | Arremesso | 250,0 kg | Stefan Botev        | Bulgária        | 13.03.1988 | Budapeste, Hungria              |        |
| –110 kg  | Total     | 445,0 kg | Stefan Botev        | Bulgária        | 13.03.1988 | Budapeste, Hungria              |        |
|          |           |          |                     |                 |            |                                 |        |
| +110 kg  | Arranco   | 191,0 kg | Andrei Tchemerkin   | Rússia          | 15.11.1992 | Cardiff, Grã-Bretanha           |        |
| +110 kg  | Arremesso | 235,0 kg | Andrei Tchemerkin   | Rússia          | 15.11.1992 | Cardiff, Grã-Bretanha           |        |
| +110 kg  | Total     | 425,0 kg | Andrei Tchemerkin   | Rússia          | 15.11.1992 | Cardiff, Grã-Bretanha           |        |

### Femininos (2018–2025)
Recordes até 31 de maio de 2025.
| Evento | Evento    | Peso   | Nome              | País            | Data       | Lugar                    | Ref.          |
| ------ | --------- | ------ | ----------------- | --------------- | ---------- | ------------------------ | ------------- |
| –45 kg | Arranco   | 078 kg | Padrão mundial    |                 | 01.11.2018 |                          |               |
| –45 kg | Arremesso | 104 kg | Ýulduz Jumabaýewa | Turquemenistão  | 02.11.2018 | Asgabate, Turquemenistão | [ 12 ]        |
| –45 kg | Total     | 179 kg | Ýulduz Jumabaýewa | Turquemenistão  | 02.11.2018 | Asgabate, Turquemenistão | [ 12 ]        |
|        |           |        |                   |                 |            |                          |               |
| –49 kg | Arranco   | 092 kg | Jiang Huihua      | China           | 03.11.2018 | Asgabate, Turquemenistão | [ 12 ]        |
| –49 kg | Arremesso | 120 kg | Xiang Linxiang    | China           | 07.12.2024 | Manama, Barém            | [ 43 ]        |
| –49 kg | Total     | 212 kg | Xiang Linxiang    | China           | 07.12.2024 | Manama, Barém            | [ 43 ]        |
|        |           |        |                   |                 |            |                          |               |
| –55 kg | Arranco   | 099 kg | Zhang Haiqin      | China           | 10.05.2025 | Jiangshan, China         | [ 44 ]        |
| –55 kg | Arremesso | 126 kg | Zhang Haiqin      | China           | 10.05.2025 | Jiangshan, China         | [ 44 ]        |
| –55 kg | Total     | 225 kg | Zhang Haiqin      | China           | 10.05.2025 | Jiangshan, China         | [ 44 ]        |
|        |           |        |                   |                 |            |                          |               |
| –59 kg | Arranco   | 111 kg | Kim Il-gyong      | Coreia do Norte | 02.10.2023 | Hangzhou, China          | [ 45 ]        |
| –59 kg | Arremesso | 136 kg | Kim Il-gyong      | Coreia do Norte | 08.12.2023 | Doha, Catar              | [ 46 ]        |
| –59 kg | Total     | 246 kg | Kim Il-gyong      | Coreia do Norte | 02.10.2023 | Hangzhou, China          | [ 45 ]        |
|        |           |        |                   |                 |            |                          |               |
| –64 kg | Arranco   | 114 kg | Ri Suk            | Coreia do Norte | 09.12.2023 | Doha, Catar              | [ 47 ] [ 48 ] |
| –64 kg | Arremesso | 146 kg | Ri Suk            | Coreia do Norte | 09.12.2023 | Doha, Catar              | [ 47 ] [ 48 ] |
| –64 kg | Total     | 260 kg | Ri Suk            | Coreia do Norte | 09.12.2023 | Doha, Catar              | [ 47 ] [ 48 ] |
|        |           |        |                   |                 |            |                          |               |
| –71 kg | Arranco   | 115 kg | Olivia Reeves     | Estados Unidos  | 10.12.2023 | Doha, Catar              | [ 49 ]        |
| –71 kg | Arremesso | 147 kg | Olivia Reeves     | Estados Unidos  | 10.12.2023 | Doha, Catar              | [ 49 ]        |
| –71 kg | Total     | 262 kg | Olivia Reeves     | Estados Unidos  | 10.12.2023 | Doha, Catar              | [ 49 ]        |
|        |           |        |                   |                 |            |                          |               |
| –76 kg | Arranco   | 117 kg | Neisi Dajome      | Equador         | 07.11.2018 | Asgabate, Turquemenistão | [ 12 ]        |
| –76 kg | Arremesso | 142 kg | Neisi Dajome      | Equador         | 07.11.2018 | Asgabate, Turquemenistão | [ 12 ]        |
| –76 kg | Total     | 259 kg | Neisi Dajome      | Equador         | 07.11.2018 | Asgabate, Turquemenistão | [ 12 ]        |
|        |           |        |                   |                 |            |                          |               |
| –81 kg | Arranco   | 118 kg | Padrão mundial    |                 | 01.11.2018 |                          |               |
| –81 kg | Arremesso | 150 kg | Eileen Cikamatana | Austrália       | 12.12.2019 | Tianjin, China           | [ 50 ]        |
| –81 kg | Total     | 260 kg | Eileen Cikamatana | Austrália       | 12.12.2019 | Tianjin, China           | [ 50 ]        |
|        |           |        |                   |                 |            |                          |               |
| –87 kg | Arranco   | 122 kg | Padrão mundial    |                 | 01.11.2018 |                          |               |
| –87 kg | Arremesso | 151 kg | Eileen Cikamatana | Austrália       | 10.11.2019 | Lima, Peru               | [ 51 ]        |
| –87 kg | Total     | 269 kg | Padrão mundial    |                 | 01.11.2018 |                          |               |
|        |           |        |                   |                 |            |                          |               |
| +87 kg | Arranco   | 149 kg | Li Yan            | China           | 15.12.2024 | Manama, Barém            | [ 31 ]        |
| +87 kg | Arremesso | 186 kg | Li Wenwen         | China           | 27.09.2019 | Pattaya, Tailândia       | [ 52 ] [ 16 ] |
| +87 kg | Total     | 332 kg | Li Wenwen         | China           | 27.09.2019 | Pattaya, Tailândia       | [ 52 ] [ 16 ] |

### Femininos (1998–2018)
Recordes até 31 de outubro de 2018.
| Evento  | Evento    | Peso   | Nome                 | País            | Data       | Lugar                              | Ref.          |
| ------- | --------- | ------ | -------------------- | --------------- | ---------- | ---------------------------------- | ------------- |
| –48 kg  | Arranco   | 095 kg | Wang Mingjuan        | China           | 09.11.2005 | Doha, Catar                        | [ 54 ]        |
| –48 kg  | Arremesso | 118 kg | Wang Mingjuan        | China           | 09.11.2005 | Doha, Catar                        | [ 54 ]        |
| –48 kg  | Total     | 213 kg | Wang Mingjuan        | China           | 09.11.2005 | Doha, Catar                        | [ 54 ]        |
|         |           |        |                      |                 |            |                                    |               |
| –53 kg  | Arranco   | 102 kg | Zhang Wanqiong       | China           | 21.09.2014 | Incheon, Coreia do Sul             |               |
| –53 kg  | Arremesso | 130 kg | Zulfia Tchinchanlô1  | Cazaquistão     | 06.11.2011 | Paris, França                      | [ 55 ] [ 56 ] |
| –53 kg  | Total     | 228 kg | Zhang Wanqiong       | China           | 21.09.2014 | Incheon, Coreia do Sul             |               |
|         |           |        |                      |                 |            |                                    |               |
| –58 kg  | Arranco   | 110 kg | Wang Li              | China           | 10.08.2003 | Bali, Indonésia                    |               |
| –58 kg  | Arremesso | 139 kg | Gu Wei               | China           | 11.11.2005 | Doha, Catar                        | [ 54 ]        |
| –58 kg  | Total     | 244 kg | Deng Wei             | China           | 07.11.2012 | Eilat, Israel                      |               |
|         |           |        |                      |                 |            |                                    |               |
| –63 kg  | Arranco   | 115 kg | Svetlana Tsarukaieva | Rússia          | 23.09.2007 | Chiang Mai, Tailândia              | [ 54 ]        |
| –63 kg  | Arremesso | 136 kg | Jo Pok-Hyang         | Coreia do Norte | 11.11.2012 | Rangum, Myanmar                    |               |
| –63 kg  | Total     | 250 kg | Svetlana Tsarukaieva | Rússia          | 23.09.2007 | Chiang Mai, Tailândia              | [ 54 ]        |
|         |           |        |                      |                 |            |                                    |               |
| –69 kg  | Arranco   | 123 kg | Oksana Slivenko      | Rússia          | 04.10.2006 | São Domingos, República Dominicana | [ 54 ]        |
| –69 kg  | Arremesso | 157 kg | Zarema Kassaieva     | Rússia          | 13.11.2005 | Doha, Catar                        | [ 54 ]        |
| –69 kg  | Total     | 275 kg | Liu Chunhong         | China           | 19.08.2004 | Atenas, Grécia                     |               |
|         |           |        |                      |                 |            |                                    |               |
| –75 kg  | Arranco   | 130 kg | Natalia Zabolotnaia  | Rússia          | 13.11.2005 | Doha, Catar                        | [ 54 ]        |
| –75 kg  | Arremesso | 159 kg | Liu Chunhong         | China           | 13.11.2005 | Doha, Catar                        | [ 54 ]        |
| –75 kg  | Total     | 286 kg | Svetlana Podobedova  | Rússia          | 02.06.2006 | Hangzhou, China                    |               |
|         |           |        |                      |                 |            |                                    |               |
| –90 kg2 | Arranco   | 125 kg | Tatiana Kachírina    | Rússia          | 11.04.2009 | Bucareste, Romênia                 |               |
| –90 kg2 | Arremesso | 155 kg | Tatiana Kachírina    | Rússia          | 11.04.2009 | Bucareste, Romênia                 |               |
| –90 kg2 | Total     | 280 kg | Tatiana Kachírina    | Rússia          | 11.04.2009 | Bucareste, Romênia                 |               |
|         |           |        |                      |                 |            |                                    |               |
| +90 kg  | Arranco   | 148 kg | Tatiana Kachírina    | Rússia          | 18.12.2011 | Belgorod, Rússia                   | [ 57 ] [ 58 ] |
| +90 kg  | Arremesso | 181 kg | Tatiana Kachírina    | Rússia          | 17.04.2011 | Cazã, Rússia                       |               |
| +90 kg  | Total     | 327 kg | Tatiana Kachírina    | Rússia          | 17.04.2011 | Cazã, Rússia                       |               |

↑ Zulfia Tchinchanlô estabeleceu um recorde de 131 kg no arremesso, em 29 de julho de 2012, nos Jogos Olímpicos de Londres. Entretanto, em 19 de outubro de 2016, o Comitê Olímpico Internacional desclassificou-a por violação das regras antidoping, após a reanálise de amostras armazenadas.
↑ Esta categoria foi introduzida em 1º de janeiro de 2017. Os recordes foram escolhidos com base nos melhores resultados obtidos até 2016, dentro da faixa de peso corporal real correspondente às novas categorias, de acordo com os dados arquivados.

### Femininos (até 1997)
Os recordes femininos para juniores são mantidos desde 1995. Dados até 31 de dezembro de 1997.
| Evento | Evento    | Peso     | Nome          | País            | Data       | Lugar                         | Ref.   |
| ------ | --------- | -------- | ------------- | --------------- | ---------- | ----------------------------- | ------ |
| –46 kg | Arranco   | 077,5 kg | Sri Indriyani | Indonésia       | 12.10.1997 | Jacarta, Indonésia            |        |
| –46 kg | Arremesso | 098,0 kg | Sri Indriyani | Indonésia       | 12.10.1997 | Jacarta, Indonésia            |        |
| –46 kg | Total     | 175,0 kg | Sri Indriyani | Indonésia       | 12.10.1997 | Jacarta, Indonésia            |        |
|        |           |          |               |                 |            |                               |        |
| –50 kg | Arranco   | 085,0 kg | Zhong Yan     | China           | 07.12.1997 | Chiang Mai, Tailândia         | [ 54 ] |
| –50 kg | Arremesso | 103,0 kg | Shao Yongxia  | China           | 21.11.1996 | Seul, Coreia do Sul           |        |
| –50 kg | Total     | 182,5 kg | Ri Song-Hui   | Coreia do Norte | 05.04.1996 | Yachiyo, Japão                |        |
|        |           |          |               |                 |            |                               |        |
| –54 kg | Arranco   | 093,5 kg | Yang Xia      | China           | 09.07.1997 | Yangzhou, China               |        |
| –54 kg | Arremesso | 115,0 kg | Yang Xia      | China           | 09.07.1997 | Yangzhou, China               |        |
| –54 kg | Total     | 207,5 kg | Yang Xia      | China           | 09.07.1997 | Yangzhou, China               |        |
|        |           |          |               |                 |            |                               |        |
| –59 kg | Arranco   | 092,5 kg | Chen Xiaomin  | China           | 20.11.1995 | Cantão, China                 |        |
| –59 kg | Arremesso | 124,0 kg | Xiu Xiongying | China           | 06.05.1996 | Varsóvia, Polônia             |        |
| –59 kg | Total     | 215,0 kg | Chen Xiaomin  | China           | 20.11.1995 | Cantão, China                 |        |
|        |           |          |               |                 |            |                               |        |
| –64 kg | Arranco   | 107,5 kg | Chen Xiaomin  | China           | 10.07.1997 | Yangzhou, China               |        |
| –64 kg | Arremesso | 131,0 kg | Chen Yanqing  | China           | 10.12.1997 | Chiang Mai, Tailândia         | [ 54 ] |
| –64 kg | Total     | 235,0 kg | Chen Xiaomin  | China           | 10.07.1997 | Yangzhou, China               |        |
|        |           |          |               |                 |            |                               |        |
| –70 kg | Arranco   | 103,5 kg | Gao Shihong   | China           | 13.07.1997 | Yangzhou, China               |        |
| –70 kg | Arremesso | 129,5 kg | Zhao Nan      | China           | 01.06.1997 | Cidade do Cabo, África do Sul |        |
| –70 kg | Total     | 227,5 kg | Tang Weifang  | China           | 07.04.1996 | Yachiyo, Japão                |        |
|        |           |          |               |                 |            |                               |        |
| –76 kg | Arranco   | 106,5 kg | Gao Xiaoyan   | China           | 24.11.1996 | Seul, Coreia do Sul           |        |
| –76 kg | Arremesso | 122,5 kg | Aysel Özgür   | Turquia         | 28.06.1997 | Sevilha, Espanha              |        |
| –76 kg | Total     | 227,5 kg | Aysel Özgür   | Turquia         | 28.06.1997 | Sevilha, Espanha              |        |
|        |           |          |               |                 |            |                               |        |
| –83 kg | Arranco   | 117,5 kg | Tang Weifang  | China           | 13.12.1997 | Chiang Mai, Tailândia         | [ 54 ] |
| –83 kg | Arremesso | 143,0 kg | Tang Weifang  | China           | 13.12.1997 | Chiang Mai, Tailândia         | [ 54 ] |
| –83 kg | Total     | 260,0 kg | Tang Weifang  | China           | 13.12.1997 | Chiang Mai, Tailândia         | [ 54 ] |
|        |           |          |               |                 |            |                               |        |
| +83 kg | Arranco   | 112,5 kg | Wang Yanmei   | China           | 14.07.1997 | Yangzhou, China               |        |
| +83 kg | Arremesso | 140,0 kg | Wang Yanmei   | China           | 14.07.1997 | Yangzhou, China               |        |
| +83 kg | Total     | 252,5 kg | Wang Yanmei   | China           | 14.07.1997 | Yangzhou, China               |        |